# 울산 백양사 아미타삼존후불홍탱
백양사 아미타삼존후불홍탱(白陽寺 阿彌陀三尊後佛紅幀)은 울산광역시 중구 백양사에 있는 불화이다. 2013년 8월 16일 울산광역시의 유형문화재 제26호로 지정되었다.

## 개요
백양사 대웅보전 오른편 측벽에 봉안, 그림 가장자리에는 목재로 표구, 바탕에 붉은 색을 칠한 뒤 백색으로 윤곽선을 그린 선묘불화로 중앙 아미타불을 중심으로, 좌우로 관세음보살과 대세지보살을 배치하였다.
화면의 하단 중앙에는 주색 바탕에 먹선으로 화기란을 마련하고 화기를 기술, 광서 5년에 금어 덕운영운 외 2명의 화승에 의해 그려진 작품으로, 수화승 덕운영운은 19세기 중후반 경상도 및 전라도 일대에서 주로 활동한 화승이다.
화기판독이 가능하고 제작자나 제작연대를 밝혀주는 좋은 자료이며, 필선이 살아있어 도상 파악이 가능하고, 삼존을 화면에 가득하게 일렬로 배치한 조선후기 불화양식의 특징을 가지고 있다.
경상도지역 선묘불화의 전통을 계승한 덕운영운의 활달한 필치와 유려한 필선이 두드려짐. 19세기 화승의 화풍을 연구하는데 중요한 자료이다.

## 참고 자료
- 백양사 아미타삼존후불홍탱 - 국가유산청 국가유산포털